# Těmice (kraj południowomorawski)
Těmice – gmina w Czechach, w powiecie Hodonín, w kraju południowomorawskim. Według danych z dnia 1 stycznia 2014 liczyła 901 mieszkańców.